# Villa Cavaglioni

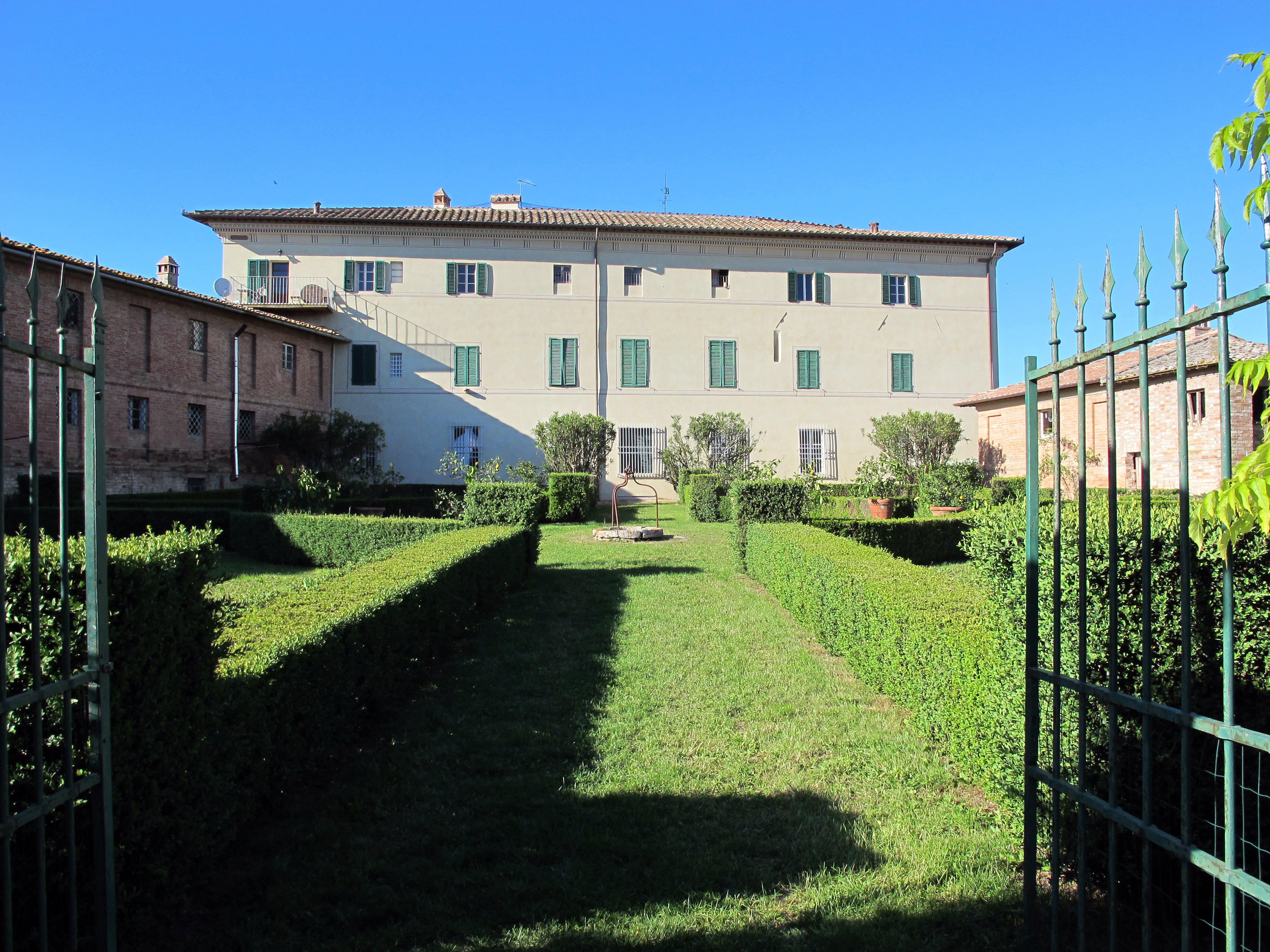
Villa Cavaglioni

Villa Cavaglioni è un edificio situato lungo via Grossetana a San Rocco a Pilli, nel comune di Sovicille, in provincia di Siena.

## Storia
L'aspetto severo e dai possenti spessori murari fanno sospettare che la fabbrica sia stata edificata in precedenza del XVIII secolo, quando la famiglia Pannocchieschi d'Elci mise mano alla definitiva bonifica del Padule di Stigliano, ottenendo un vasto latifondo. Dal 1881 appartiene alla famiglia Budini Gattai-Galeotti Ottieri della Ciaja-Galli. 
La villa costituisce il centro della storica Fattoria di Cavaglioni e ospita, in parte, una struttura ricettiva agrituristica.

## Descrizione
La villa vera e propria ha una forma quadrangolare, dotata di cortile oggi coperto da un lucernario in ferro e vetro. All'interno degli appartamenti signorili sono conservati pregevoli ambienti di gusto neoclassico, con affreschi di stile antiquario, tra cui anche delle vedute della villa stessa. 
Affacciato sul retro della villa sul lato sud, oltreché sugli annessi della fattoria, si trova un semplice giardino all'italiana, con siepi bordate di bosso a forme geometriche, conche di agrumi, alberelli e una fontana al centro.